# 中壢觀光夜市
24°57′37.63″N 121°12′54.46″E / 24.9604528°N 121.2151278°E

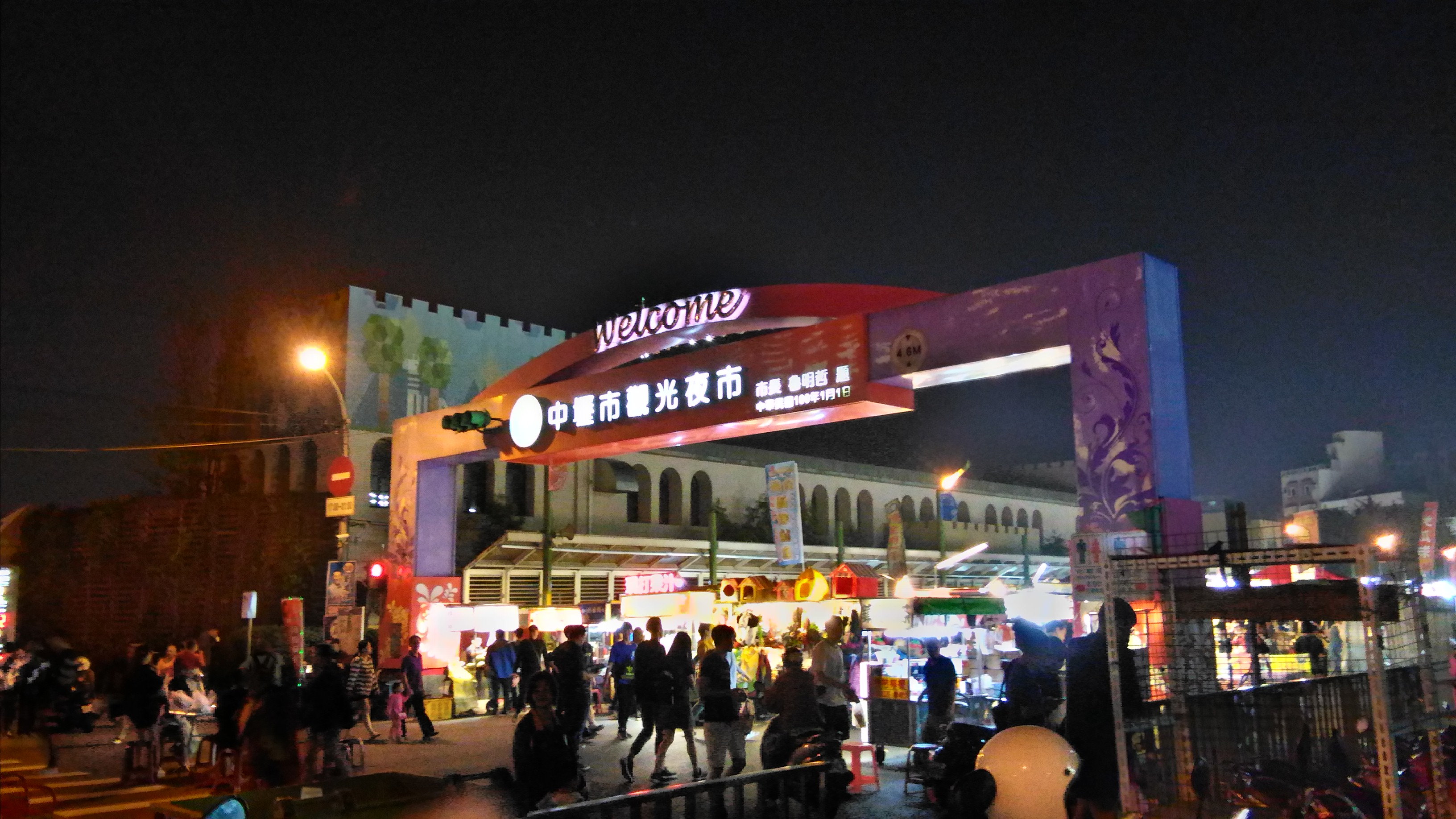
中壢觀光夜市位於新明明德路口的入口牌樓

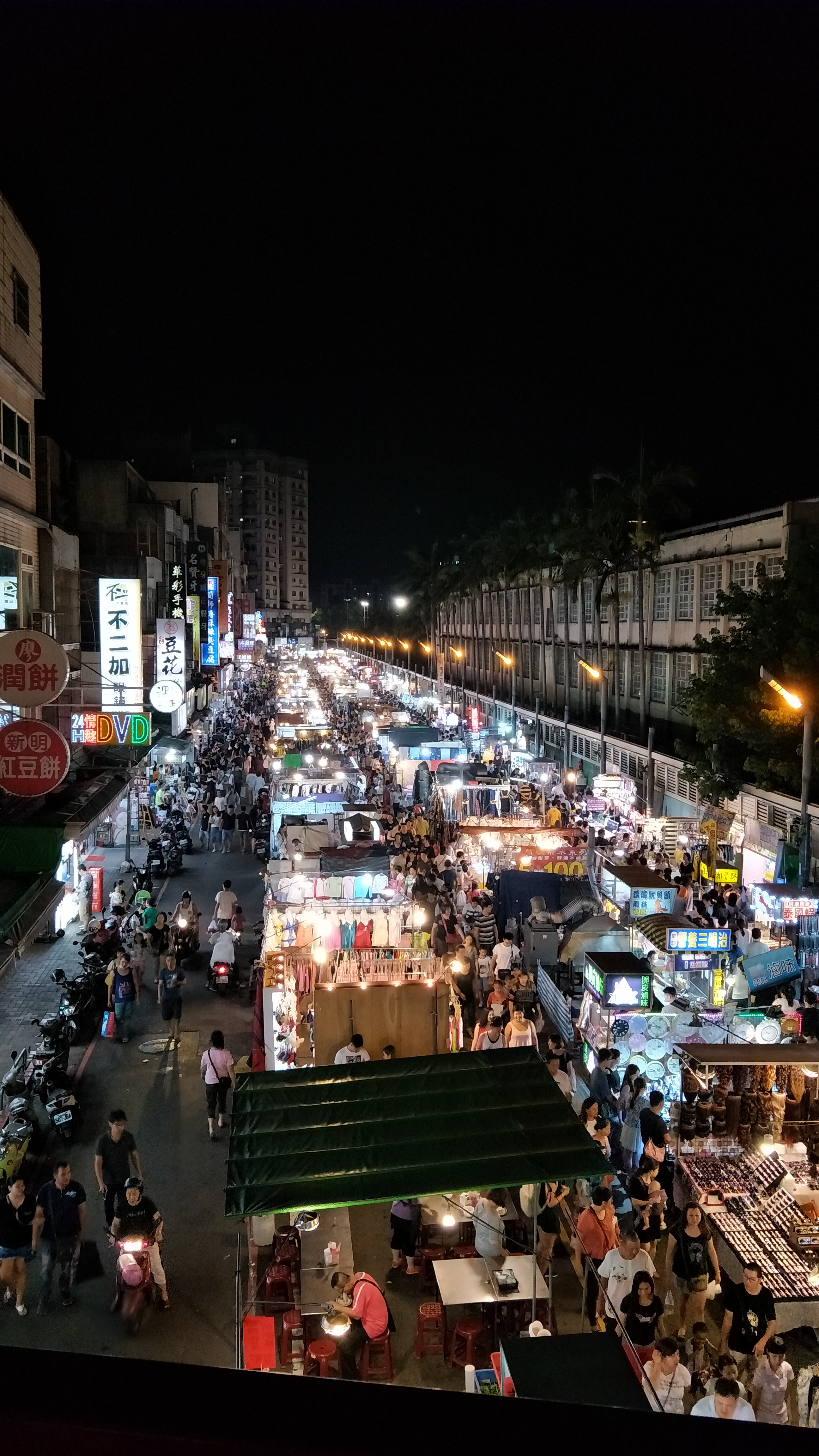
新明路口天橋看下去的中壢觀光夜市

中壢觀光夜市，又稱新明夜市，位於臺灣桃園市中壢區新明路，在中央西路口與民權路口之間，鄰近新明國小、中大壢中和中壢高商等學校，早上為普通道路，會有許多校車行經此處，每到傍晚就開始擺攤，此時白天車水馬龍的新明路段，就會變成為攤販聚集的大本營，由兩旁的攤位圍起，與中間道路皆有規律的設置攤位，吸引大批人潮湧入，平日來客量約2000到3000人次，假日則有6200至10000人次，夜市總長共700公尺，為全市最大的觀光夜市。

## 歷史
早期中壢市的傳統夜市，是由大東戲院，順老街溪右岸而下，穿越中美路、轉入紅綠街而至裕國戲院為止，近年來由於都會區的快速發展，原有的傳統夜市已嚴重的影響交通及觀瞻，於是中壢夜市經有關單位的輔導，集體遷移至目前的新明國小西側，並更名為「中壢新明觀光夜市」。
中壢新明觀光夜市至今已經約有20餘年的歷史，自民國79年起，當時中壢市公所將興國路、中美路、老街溪、中山路、中平路、中正路、大同路等道路的攤販聚集到中壢區新明路及中央西路段。

## 交通路線

### 現在

#### 自行開車
- 高速公路中壢交流道下，走民族路到新明路左轉，停車至公九公園或新明國小地下停車場。

#### 捷運
- 附近有桃園捷運機場線老街溪站，已於2023年7月31日通車。

#### 鐵路轉乘公車
- 中壢火車站下車後搭乘亞通客運公車703線，至新明國小站牌即可；或可搭桃園客運公車5025、5038、5039觀崁、5041、5042、5043、5043A、5077、5082至新明路口站牌下車之後往新明路方向再步行即可；也可搭乘桃園客運132、5026、5027、5027A、5030、5031、5032、5033、5035、5039崁觀、中壢客運172及桃園客運與中壢客運聯合調度的701線公車至舊社站牌下車之後往中正路步行至新明路即可。

## 外部連結
- （繁體中文）中壢觀光夜市（页面存档备份，存于）
- （繁體中文）（英文）中壢夜市線上逛街Q版夜市地圖（页面存档备份，存于）
- 中壢觀光夜市-桃園觀光導覽網 （页面存档备份，存于）
- 中壢觀光夜市的Facebook專頁
- 中壢觀光夜市的Instagram帳戶